# Rzav (Golija)
Pour les articles homonymes, voir Rzav.
Le Rzav, en serbe cyrillique Рзав, est une rivière du sud-ouest de la Serbie. Elle a une longueur de 62 km. Elle est un affluent droit de la Golijska Moravica. Elle est parfois appelée Golijski Rzav (en serbe : Голијски Рзав), le "Rzav de Golija", pour la distinguer du "Rzav de Zlatibor".

## Géographie
Le Rzav appartient au bassin de drainage de la Mer Noire ; son propre bassin couvre une superficie de 575 km2. Il n'est pas navigable.
Le Rzav naît de la réunion de deux rivières, le Veliki Rzav et le Mali Rzav.

## Mali Rzav
Le Mali Rzav (en serbe cyrillique : Мали Рзав, le "petit Rzav") est le bras le plus court du Rzav. Il prend sa source sur les pentes septentrionales du mont Mučanj, près du village de Katići. La rivière oriente d'abord sa course vers l'ouest mais, près du village de Bjeluša, elle  forme un coude parallèle à celui que le Veliki Rzav forme à cet endroit. À Gornja Krušćica et Vranovina, le Mali Rzav oriente sa course vers le nord et rencontre le Veliki Rzav sur les pentes méridionales du mont Blagaja.

## Veliki Rzav
Le Veliki Rzav (en serbe cyrillique : Велики Рзав, le "grand Rzav") forme le bras le plus long du Rzav de Golija. Il est parfois appelé Rzav dans toute la longueur de son cours. Il prend sa source sur les pentes méridionales du mont Murtenica, un contrefort des monts Zlatibor, au nord de la région de Stari Vlah.
Le Veliki Rzav oriente d'abord sa course vers l'est. Il passe à Gornja Bela Reka et Donja Bela Reka. À Klekova, la rivière oblique en direction du nord, faisant une large boucle commençant au village de Velika, sur le versant occidental du mont Čigota. Le Veliki Rzvav s'approche alors à moins de 2 km de la boucle que forme symétriquement le Mali Rzav. Le Veliki Rzav reçoit sur sa gauche les eaux de la Katušnica et continue à incurver son cours en direction du nord entre les "sommets" de Lipovac et de Gradina, au sud-est de la ville d'Užice. Après le village de Roge, la rivière poursuit son chemin sur le versant méridional du mont Blagaja et reçoit à sa droite les eaux du Mali Rzav.

## Rzav
Le Rzav poursuit encore sa course sur un peu moins de 10 km. Il atteint la ville d'Arilje, où il oblique une dernière fois, vers le nord, en se jetant dans la Golijska Moravica.